# Škola Kung-an
Škola Kung-an (čínsky v českém přepisu Kung-an pchaj, pchin-jinem Gōng'ān pài, znaky 公安派), byla čínský literární skupina vzniklá na přelomu 16. a 17. století kolem bratří Jüan Chung-taoa, Jüan Cung-taoa a Jüan Čung-taoa.
Jüan Chung-tao, Cung-tao, Čung-tao a spisovatelé sdílející jejich postoje jsou označování za „školu Kung-an“ podle rodiště bratří, okresu Kung-an v provincii Chu-kuang. Bratři ve svých literárněteoretických esejích odmítali bezvýhradné následování autorit minulosti a kopírování jejich děl, které podle nich omezovalo kreativitu. Uznávali nutnost se učení od mistrů předešlých staletí, ale také vyzdvihovali snahu o vyjádření vlastních přirozených citů, individuální výraz a spontánnost. V tom je silně ovlivnil filozof Li Č’. Nicméně poezie tří bratrů byla vesměs konvenční; od předešlých generací (sedmi dřívějších a sedmi pozdějších mingských mistrů) se lišili napodobováním středně tchangské (zejména Po Ťü-iho), a sungské (Su Š’a) poezie spíše než vrcholně tchangské. V tomto navazovali na Wang Š’-čena, který již před nimi středně tchangské a sungské básníky zahrnul mezi následováníhodné vzory. Více než poezie bratří byla čtena jejich kritika, jejíž závěry v první polovině 17. století získaly obecné uznání, včetně takových básníků jako byli Čung Sing a Čchien Čchien-i). Bratři přitom předjímali hédonistické postoje po nich následující pozdněmingské literární generace.
Ke tříbení a šíření svých názorů zakládali a podporovali literární sdružení, jak bylo pro jejich literární generaci typické; kombinovali konfuciánství s buddhismem a taoismem, a věnovali se nejrůznějším prozaickým a encyklopedickým oborům od aranžování květin po popis léčivých rostlin. Oceňovali drama a beletrii jako legitimní literární formy, Jüan Chung-tao podporoval literaturu psanou v hovorovém jazyce, s tím, že i ona je schopna vyjádřit morální pravdy, aniž by ji však stavěl na roveň klasické literatuře z estetického hlediska. Literární styky neomezovali jen vzdělanou džentry, ale byli v kontaktu i s profesionálními malíři, spisovateli a kaligrafy, uměnímilovnými obchodníky, literárně nadanými ženami a kurtizánami. Takto rozšířená kulturní scéna se stala významnou částí mingské literatury o generaci později.